# Service Provisioning Markup Language
Service Provisioning Markup Language (SPML) is een door OASIS ontwikkelde op XML gebaseerde berichtenstandaard voor het tussen organisaties en organisatieonderdelen uitwisselen van gebruiker-, systeem- en serviceprovisioninginformatie.
De standaard is gebaseerd op DSML en versie 1.0 is in oktober 2003 goedgekeurd. Versie 2.0 dateert van april 2006.
SPML is ontwikkeld om voor webbased en SOA-omgevingen de veilige uitwisseling van gebruikersinformatie en autorisatiegegevens eenvoudiger te kunnen maken. SPML bevat niet de autorisatie en authenticatiegegevens, maar uitsluitend de opdrachten om de gebruikers- en autorisatiegegevens te kunnen uitwisselen en beheren. Door toepassing van SPML kan het identiteitenbeheer grotendeels geautomatiseerd worden over organisaties en organisatieonderdelen heen.
Er bestaat een samenhang met de SAML standaard van OASIS, maar SAML bevat juist de uit te wisselen authenticatiegegevens.